# Grivesnes
Grivesnes (picardisch: Grivène) ist eine nordfranzösische Gemeinde mit 410 Einwohnern (Stand 1. Januar 2022) im Département Somme in der Region Hauts-de-France. Die Gemeinde liegt im Arrondissement Montdidier, ist Teil der Communauté de communes Avre Luce Noye und gehört zum Kanton Ailly-sur-Noye.

## Geographie

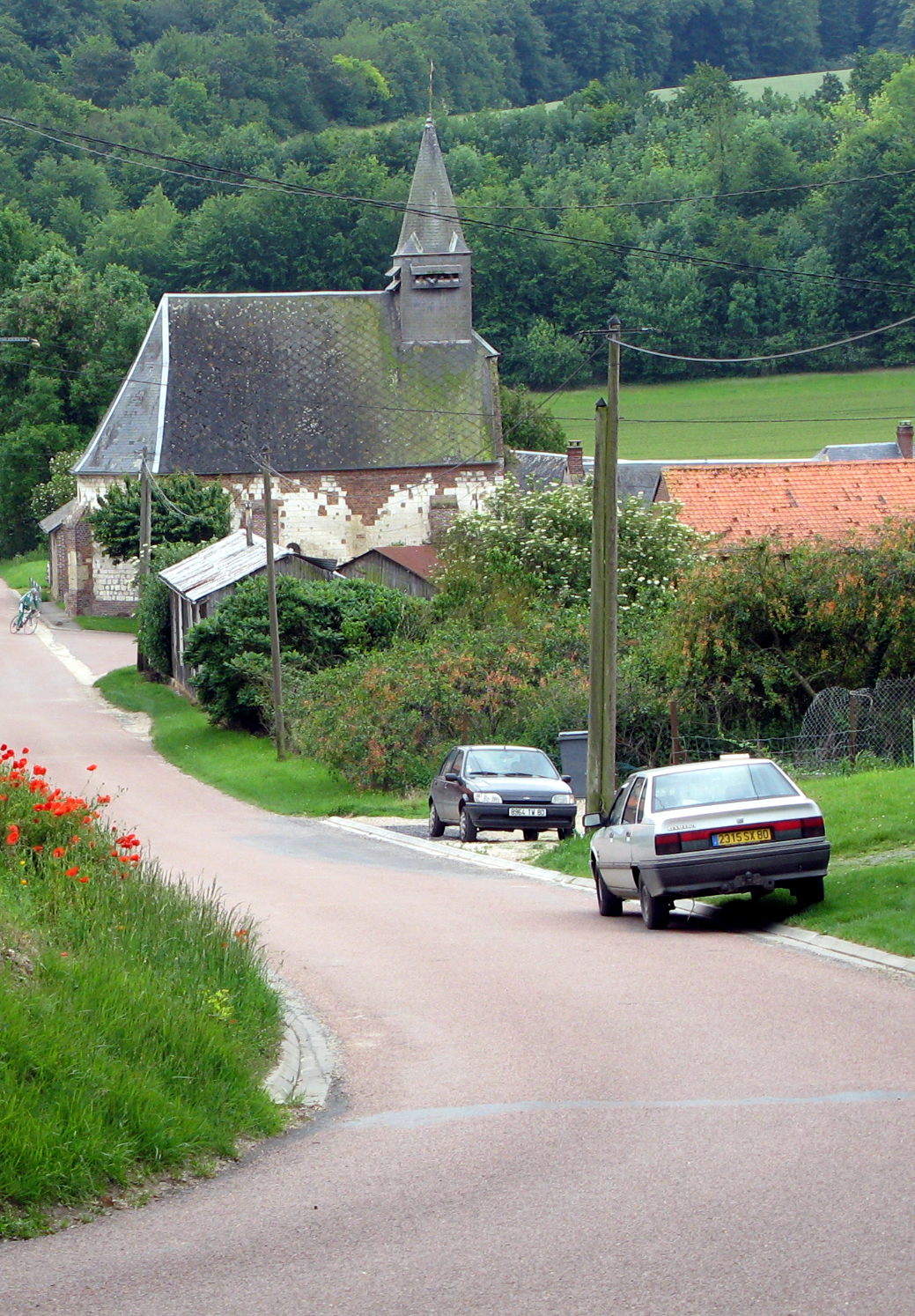
Ainval

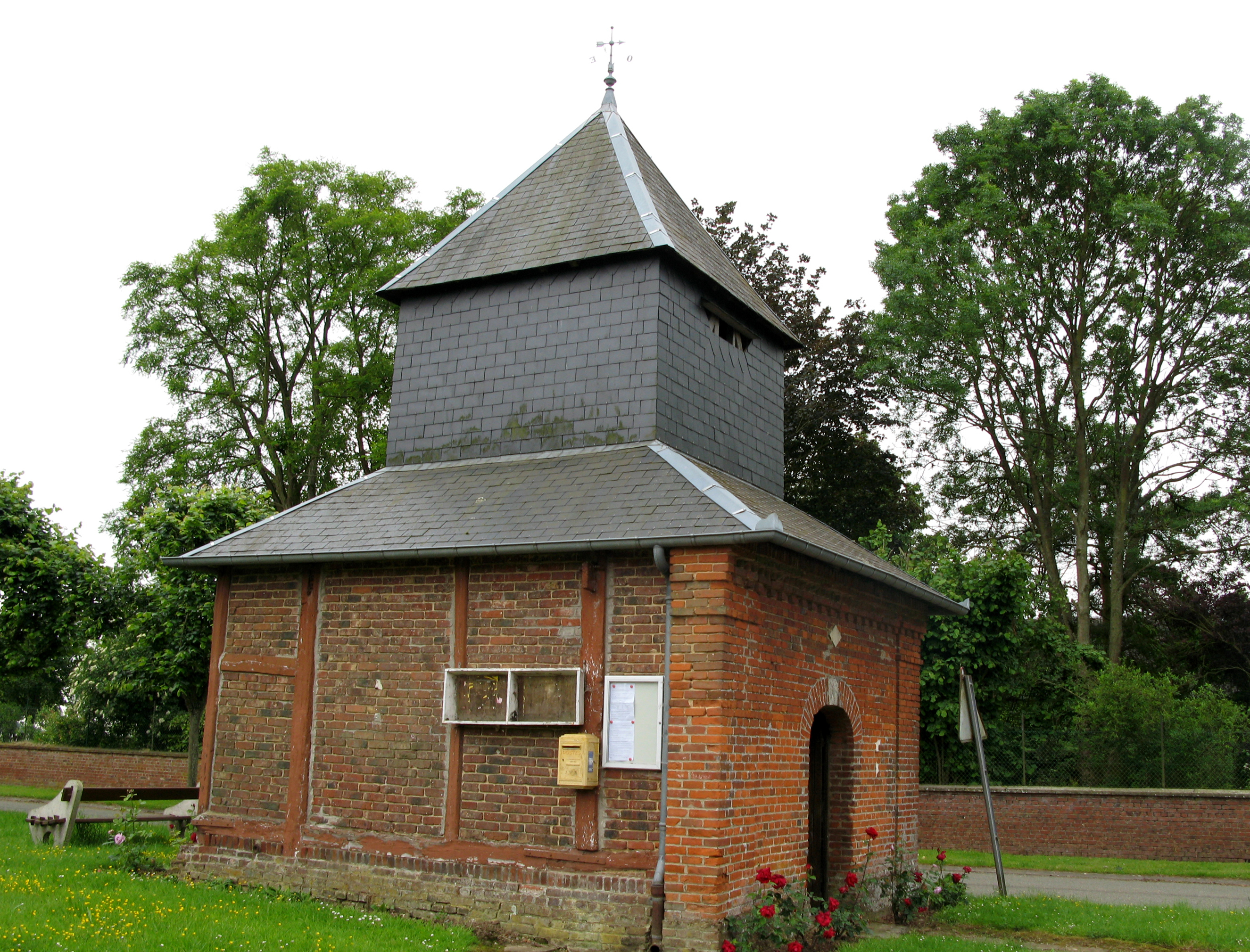
Gemeindegebäude in Le Plessier

Die große Gemeinde liegt rund 10,5 km nordwestlich von Montdidier und 12 km südöstlich von Ailly-sur-Noye. Sie wird von der Départementsstraße D26 durchzogen. Zu Grivesnes gehören die Weiler Ainval (im Nordwesten), Le Plessier (im Süden) und Septoutre (im Westen).

## Geschichte
Das Herrenhaus des 15. Jahrhunderts wurde in den Burgunderkriegen zerstört. Zwischen 1611 und 1640 wurde der Corps de logis des Schlosses errichtet. Das im 18. Jahrhundert vergrößerte Schloss gehörte bis zur französischen Revolution Louis de Goussencourt, dem Grafen von Grivesnes; es wurde anschließend eingezogen und veräußert. Ainval und Septoutre schlossen sich 1829 zur Gemeinde Ainval-Septoutre zusammen, die 1965 zu Grivesnes kam. Im Ersten Weltkrieg erlitt die Gemeinde mit dem Schloss insbesondere bei Kämpfen Anfang April 1918 Schäden. Sie erhielt als Auszeichnung das Croix de guerre 1914–1918.

## Einwohner
| 1962 | 1968 | 1975 | 1982 | 1990 | 1999 | 2006 | 2010 |
| ---- | ---- | ---- | ---- | ---- | ---- | ---- | ---- |
| 258  | 325  | 245  | 266  | 288  | 291  | 348  | 365  |

## Verwaltung
Bürgermeister (maire) ist seit 2001 Claude Dubois.

## Sehenswürdigkeiten

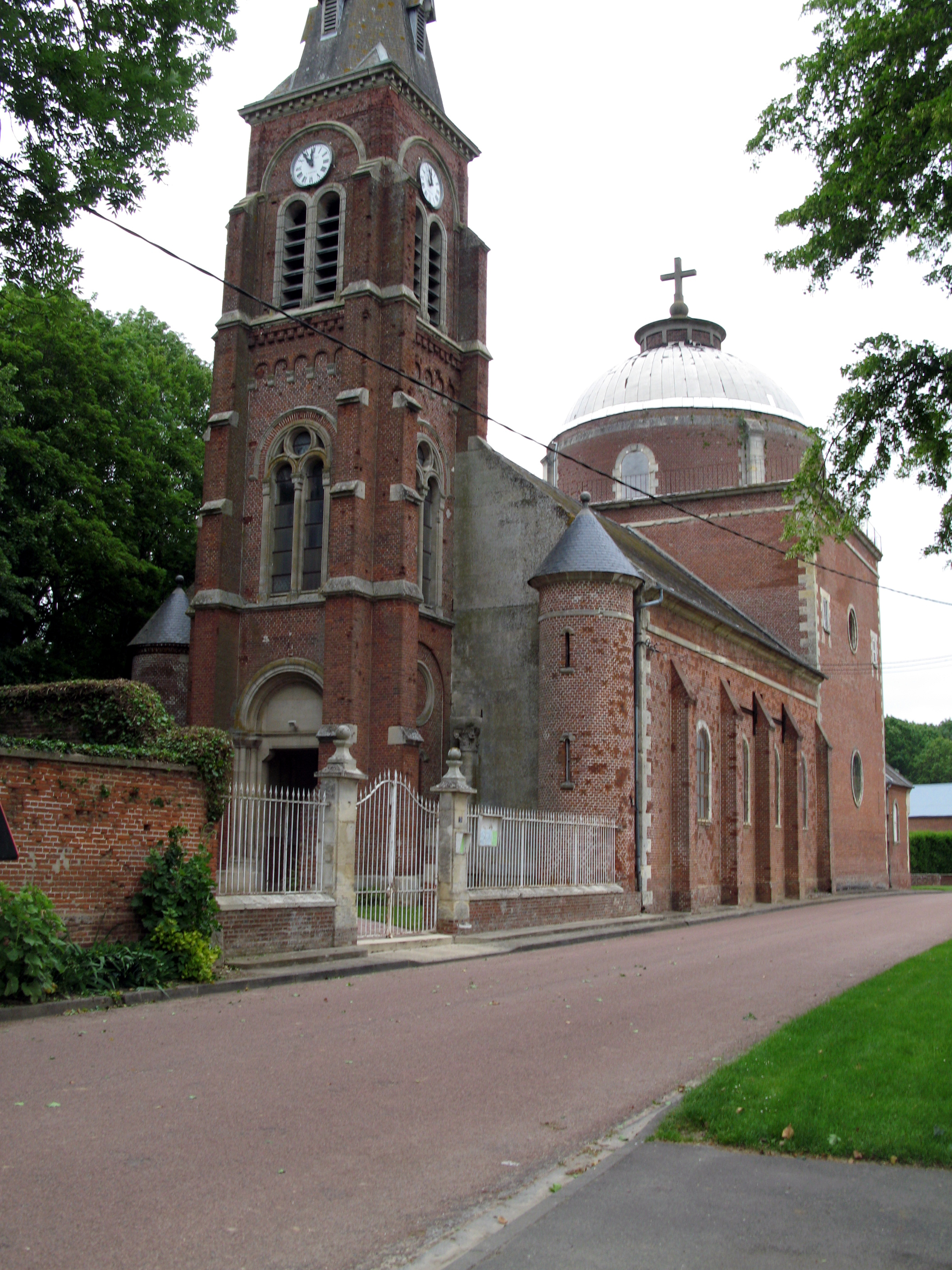
Äußeres der Kirche

- Die zwischen 1835 und 1842 errichtete Kirche Saint-Aignan, Innendekoration von Aimé und Louis Duthoit, der Turm 1890 von Paul Deleforterie angefügt, das Ensemble 2005 als Monument historique klassifiziert (Base Mérimée PA80000040).
- Das Schloss, 1845 und nach dem Ersten Weltkrieg 1920 verändert.